# 쓰야자키정
쓰야자키정(津屋崎町)은 후쿠오카현 무나카타군에 있던 정이다. 정의 서쪽에서 북쪽으로 겐카이나다에 접해 있어 자연이 풍부하고 바다와 공기가 매우 깨끗한 곳이다. 정내 해안에는 붉은바다거북이 서식하고 있으며, 공공광고기구(현 AC재팬)의 광고에 사용된 적도 있다. 후쿠오카 도시권 및 무나카마 지방을 대표하는 여름 관광 명소 중 하나이다. 
2005년 1월 24일 무나카타군 후쿠마정과 합병해 후쿠쓰시가 성립하여 소멸하였다. 

## 지리
야자키 정은 후쿠오카 현 북서부에 위치한다. 동부는 산, 서부는 현계탄으로 둘러싸여 있고 평야부에는 논밭이 펼쳐진 한적한 마을이다. 해안은 현해 국정 공원으로 지정되어 있다.

## 역사
- 1889년 4월 1일 - 정촌제 시행에 수반해 무나카타군 쓰야자키촌이 성립하였다.
- 1897년 6월 4일 - 정으로 승격해 쓰야자키정이 되었다.
- 1909년 4월 1일 - 쓰야자키정과 미야지촌이 대등합병해 새로운 쓰야자키정이 성립하였다.
- 1955년 3월 1일 - 쓰야자키정과 가쓰우라촌이 대등합병해 새로운 쓰야자키정이 성립하였다.
- 2005년 1월 24일 - 후쿠마정과 대등합병해 후쿠쓰시가 되었다.

## 교통

### 철도
- 서일본 철도

### 도로
- 국도 495호선